# Pinguicula villosa
Pinguicula villosa este o specie de plante carnivore din genul Pinguicula, familia Lentibulariaceae, ordinul Lamiales, descrisă de Carl von Linné. Conform Catalogue of Life specia Pinguicula villosa nu are subspecii cunoscute.